# Molothrus
Molothrus é um género de aves passeriformes do grupo dos Icteridae, típico do Novo Mundo.
Estas espécies são parasitas de ninhos, tal como o cuco-comum.

## Alimentação
São animais onívoros. Alimentam-se principalmente de insetos e sementes. Porém, comem ocasionalmente frutos, flores e carrapatos em capivaras ((Hydrochoerus hydrochaeris).

## Reprodução
Entre os meses de julho e dezembro ocorre o início da reprodução. É uma espécie que não constrói ninhos, mas utiliza os ninhos de outras aves como o sabiá-do-campo (Mimus saturninus) e o joão-de-barro (Furnarius rufus). Por postura, a fêmea libera 4 a 5 ovos. Em um ninho invadido, o filhote do chupim recebe alimento de seus pais adotivos por 15 dias, com um chamado característico, abaixando o corpo e tremulando as asas. Também pode colocar seus ovos em ninhos de galinhas domésticas, como a garnisé.

## Espécies
- Molothrus aeneus (Wagler, 1829)
- Molothrus armenti (Cabanis, 1851)
- Molothrus ater (Boddaert, 1783)
- Molothrus bonariensis (Gmelin, JF, 1789)
- Molothrus oryzivorus (Gmelin, JF, 1788)
- Molothrus rufoaxillaris Cassin, 1866